# Epidendrum tortipetalum
Epidendrum tortipetalum är en orkidéart som beskrevs av Scheeren. Epidendrum tortipetalum ingår i släktet Epidendrum och familjen orkidéer. Inga underarter finns listade i Catalogue of Life.